# Naturschutzgebiet Bertlich
Das Naturschutzgebiet Bertlich liegt auf dem Gebiet der Stadt Herten im Kreis Recklinghausen in Nordrhein-Westfalen.
Das etwa 6,5 ha große Gebiet, das im Jahr 2012 unter der Schlüsselnummer RE-055 unter Naturschutz gestellt wurde, erstreckt sich am nordwestlichen Ortsrand von Bertlich. Östlich verläuft die Landesstraße L 630, am südlichen Rand des Gebietes fließt der Hasseler Mühlenbach.